# Atriplex orbicularis
Atriplex orbicularis är en amarantväxtart som beskrevs av Sereno Watson. Atriplex orbicularis ingår i släktet fetmållor, och familjen amarantväxter. Inga underarter finns listade i Catalogue of Life.